# Tetrapogon tenellus
Tetrapogon tenellus es una especie de planta herbácea perteneciente a la familia de las poáceas. Es originario de África Oriental hasta la India.

## Descripción
Es una planta perenne, anual o de corta duración, con mechón insertado libremente, con cañas con 4-6 nodos erectas o ascendentes de hasta 60 cm de alto, los nodos no son prominentes. Las láminas foliares 5-20 cm de largo, 2-5 mm de ancho, estrechándose, vainas flabellate libremente en la base del tallo. Spikes exserted, solitarias o en parejas y divergentes, de 3-7 cm de largo. Espiguillas 4-6 (-8) de flores, los menores de 3-5 flósculos fértiles y barbadas, glumas ovadas-lanceoladas, agudas, acuminadas o raramente aristado. Grano  oblongo.

## Distribución y hábitat
Se distribuye desde Pakistán (Sind y Punyab), hacia el este de África tropical a la India y al sur a Rodesia y Angola. Este césped se encuentra en zonas desérticas y algunas veces en la piedra caliza. Se considera que es una buena hierba de forraje.

## Taxonomía
Tetrapogon tenellus fue descrito por (Roxb.) Chiov. y publicado en Annuario del Reale Istituto Botanico di Roma 8(3): 352. 1908.
Etimología
Tetrapogon: nombre genérico que deriva del griego: tetra- y pogon  que significa "cuatro" y "barba", respectivamente, en referencia a los mechones de pelos en la planta.
tenellus: ´epíteto latino  que significa "tierno.
Sinonimia
- Chloris macrantha Desv.
- Chloris macrantha Jaub. & Spach
- Chloris tenella J.Koenig ex Roxb.	basónimo
- Chloris triangulata Hochst. ex A.Rich.
- Codonachne neesiana Wight & Arn.
- Ctenium indicum Spreng.
- Lepidopironia triangulata (Hochst. ex A. Rich.) Hochst. ex Schumach.
- Tetrapogon macranthus (Desv.) Benth.
- Tetrapogon macranthus' (Desv.) Chiov.
- Tetrapogon triangularis Hochst. ex Hook.f.
- Tetrapogon triangularis ('Hochst. ex A. Rich.) Hochst.
- Tetrapogon triangulatus (A.Rich.) Schweinf.
- Tetrapogon triangulatus var. sericatus Chiov.[5][6]